# Lepidochrysops praeterita
Lepidochrysops praeterita är en fjärilsart som beskrevs av Swanepoel 1963. Lepidochrysops praeterita ingår i släktet Lepidochrysops och familjen juvelvingar. Inga underarter finns listade i Catalogue of Life.